# 1919년 노동절 폭동
1919년 노동절 폭동(영어: the May Day Riots of 1919)은 1919년 5월 1일(노동절) 미국 오하이오주 클리블랜드 시 전역에서 벌어진 일련의 폭력적 시위사태이다.
사회주의 지도자 찰스 루텐버그가 지역의 노조운동가, 사회주의자, 공산주의자, 무정부주의자들을 모아 유진 데브스의 투옥에 항의하는 노동절 가두시위를 계획했다. 데브스는 그 전해 클리블랜드에서 연방법원 재판을 받고 감옥에 갔었다. 또한 이 가두시위는 루텐버그의 클리블랜드 시장 출마 선거운동의 역할도 겸하고 있었다. 총 32개 단체가 4개 모둠으로 나뉘어서 사회주의의 적기와 성조기를 선두에 세우고 행진했다.
시위대는 클리블랜드의 공공광장에 다다라 자유공채 노동자들과 마주쳤다. 그들은 시위자들에게 기를 내리라고 요구했다. 시위자들은 이를 거부했고 곧이어 패싸움이 시작되었다. 시내 전체로 혼란이 확산되었고 프로스펙트 대로에 소재한 루텐버그의 선거사무소도 폭도들에게 뒤집어엎혔다.
이 폭동으로 2명이 죽고 40명이 다쳤으며 116명이 체포되었다. 루텐버그 본인도 "살해 의도를 가진 폭행" 혐의로 기소되었다. 지역 신문들은 체포된 자들 중 미국 태생은 8명 뿐이고 나머지는 모두 이민자들임을 강조했다. 클리블랜드 시정부는 적기를 들고 가두행진하는 것을 금지하는 법을 통과시켰다. 이 사건은 제1차 적색공포로 인해 미국 전역에서 일어난 일련의 소요사태들 중 가장 폭력적인 사건으로 생각되고 있다.

## 참고 자료
- The Encyclopedia Of Cleveland History by Cleveland Bicentennial Commission (Cleveland, Ohio), David D. Van Tassel (Editor), and John J. Grabowski (Editor) ISBN 0-253-33056-4